# Labus eremicus
Labus eremicus är en stekelart som beskrevs av Giordani Soika. Labus eremicus ingår i släktet Labus och familjen Eumenidae. Inga underarter finns listade i Catalogue of Life.